# Mury miejskie w Sanoku

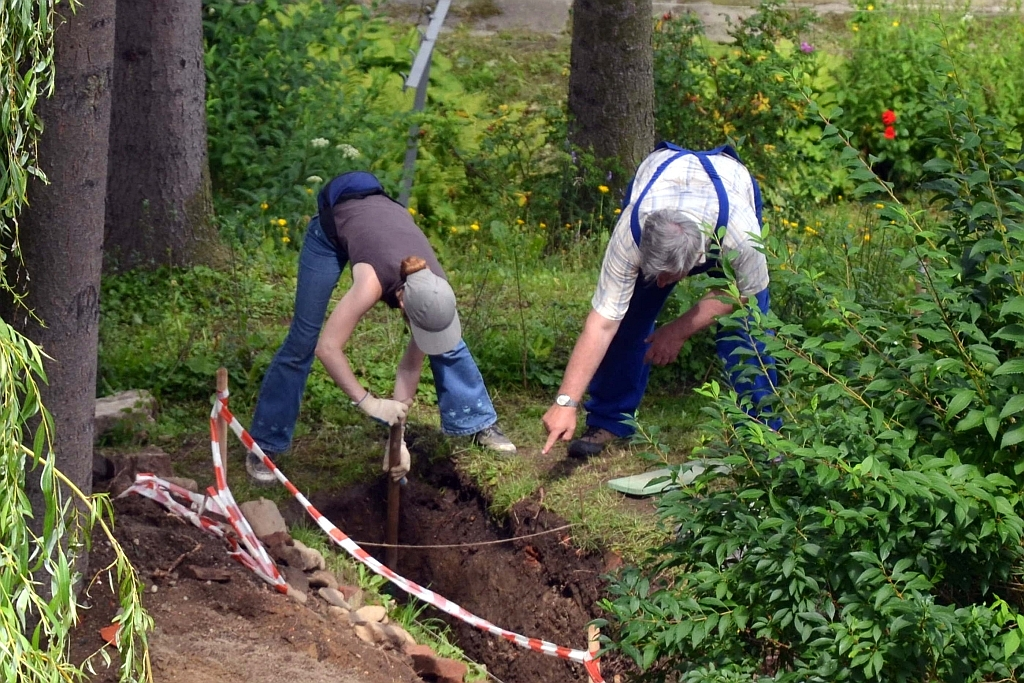
Profesor Pianowski przy wykopie na ulicy Berka Joselewicza (lipiec, 2014)

Mury miejskie Sanoka – nieistniejący zespół średniowiecznych obwarowań Sanoka, budowanych od  XIV wieku, później zniszczonych i rozebranych w XVII wieku. Najlepiej zachowany fragment murów obronnych przyziemia odkryto jak dotąd  przy kościele farnym podczas badań archeologicznych w 2012.
Obszar lokacyjnego miasta w obrębie dzisiejszego Śródmieścia wyznaczała linia murów miejskich wzniesionych za czasów Kazimierza Wielkiego wkrótce po nadaniu praw miejskich w 1339; biegły one od Zamku Królewskiego, przecinając od strony północnej dzisiejszą ulicę ul. Rybackiej, Zamkową, Żydowską oraz Berka Joselewicza, dalej zachodnią pierzeję placu św. Michała, Piłsudskiego i ulicę Wałową, przecinały (ze wschodu na zachód) obecne zabudowania przy ulicy Grzegorza, 3 Maja do ul. Serpentyny, następnie w stronę placu św. Jana do Zamku Królewskiego. Zachowane fragmenty murów przetrwały do czasów współczesnych od strony skarpy zamkowej, ul. Rybackiej oraz pod zieleńcem przy ul. Berka Joselewicza. 
Zbudowane zostały na podstawie kamiennej z łamanego piaskowca związanego spoiwem.  W murze istniały 2 bramy: Niżna i Węgierska (obecnie w miejscu tym znajduje się ławeczka z figurą Szwejka) oraz dominująca nad nimi baszta.  Od Bramy Niżnej przy cerkwi prawosławnej wzdłuż ul. Zamkowej prowadziła droga do mostu zamkowego. Zamek od strony starego miasta broniony był murem i przekopą, nad którą stał most prowadzący do jego głównej bramy. Poza murami znajdował się cmentarz żydowski, kościół Najświętszej Marii Panny oraz cerkiew Narodzenia Najświętszej Maryi Panny z cmentarzem. Jeszcze do początku wieku XVII Sanok był miastem zamkniętym, otoczonym murami obronnymi i bramami wjazdowymi. Mury miejskie zostały prawdopodobnie rozebrane w 2. poł. XVII w.  
W XVII wieku miasto padało ofiarą łupieżczych napadów. W czerwcu 1624 roku tatarskie wojska Kantymira zdobywają Sanok, a w roku 1632 ziemiaństwo sanockie daruje na "murowanie kościoła" franciszkańskiego 1200 zł, na miejscu spalonego przez Tatarów w czerwcu 1624.  Podczas jednego z wypadów z 1626 r. zbójnicy ruscy z pobliskiej Odrzechowej zrabowali w mieście nawet armatę. Sanok został zdobyty i spalony w lutym 1657 przez oddziały Ferenca Istwana, ocalał tylko zamek. Jego wyprawa została następnie rozbita przez polski oddział Szemberga. Prawdopodobnie fortyfikacje były naprawiane pośpiesznie po uchwale sejmiku z dnia 19 stycznia 1657 przed spodziewanym atakiem wojsk Rakoczego. 
Mury były wzmocnione przez wały i fosy, po których zachowały się ślady wzniesień i zagłębień terenu od strony północnej, wschodniej i zachodniej. 
Po rozbiórce murów zabezpieczono ruiny na koronie skarpy przez nadbudowanie podmurówek domów powstającej dzielnicy żydowskiej.    
Do podmurówki użyto kamieni rzecznych otoczaków, którymi także wypełniono nawierzchnię historycznego bruku, podobne są do tych jakie odsłonięto na placu św. Michała i dziedzińcu zamkowym. 
W 2012 rozpoczęto badania archeologiczne, które odsłoniły fragmenty muru miejskiego (szer. 2,4m) między domem mansjonarskim a kościołem pw. Przemienienia Pańskiego. Od lipca 2013 kontynuowane są dalsze badania przez prof. Zbigniewa Pianowskiego, który jest kierownikiem misji archeologicznej oraz studentów Uniwersytetu Rzeszowskiego.